# Eruguera de McGregor
L'eruguera de McGregor (Malindangia mcgregori) és una espècie d'ocell de la família dels campefàgids (Campephagidae) i única espècie del gènere Malindangia (Mearns, 1907).

## Hàbitat i distribució
Habita els boscos de les muntanyes del nord de Mindanao, a les Filipines meridionals.